# Carl Diethelm Meyer

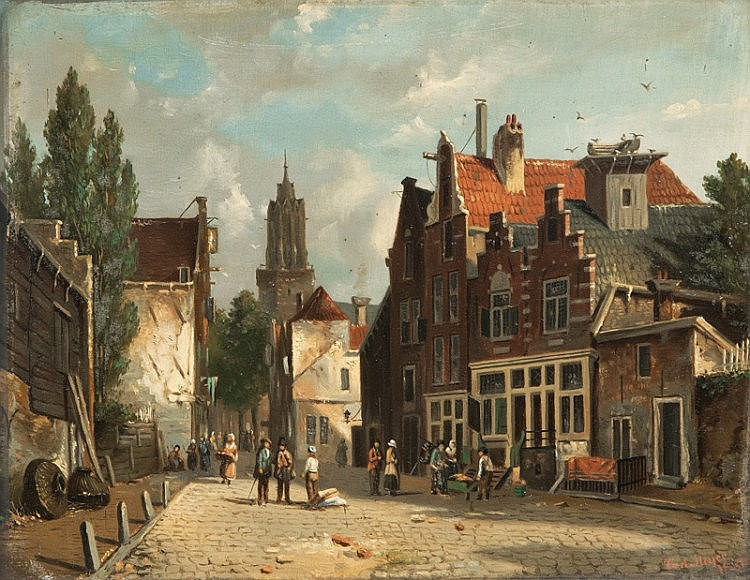
Ansicht einer holländischen Stadt

Carl Diethelm Meyer (* 28. Januar 1840 in Baden im Kanton Aargau; † 13. Oktober 1884 in München) war ein Schweizer Genre- und Porträtmaler.

## Leben
Geboren als Sohn eines Bierbrauers, wurde Carl Diethelm Meyer von seinem Onkel, dem Maler Jakob Mayer-Attenhofer (1806–1885), zur Malerlehre ermuntert. Mit 17 Jahren kam Meyer in die Werkstatt von Melchior Paul von Deschwanden in Stans.
Seit dem 3. November 1858 studierte Meyer in der Antikenklasse der Königlichen Akademie der Künste in München. Seit 1859 besuchte er zusätzlich die Malschule von Professor Hermann Anschütz.
1863 kehrte er in die Schweiz zurück und kam 1864 nach Paris an die École des Beaux-Arts und an die Malschule von Alexandre Cabanel. Die Malerei Meyers wurde auch von Jules Breton beeinflusst.
1867 kehrte er in den Aargau zurück. 1869 kam er wieder nach München und studierte dort an der Malschule des Freiherrn Arthur von Ramberg. Danach blieb er in München als freischaffender Künstler und nahm an Kunstausstellungen teil.
Meyer heiratete 1882 die Tochter eines in München etablierten Schweizers und starb in Folge einer unheilbaren Krankheit im Alter von 44 Jahren.